# 加利福尼亞湖 (加利福尼亞州)
加利福尼亞湖（英語：Lake California）是位於美國加利福尼亞州蒂黑馬縣的一個人口普查指定地區。

## 地理
加利福尼亞湖的座標為40°21′48″N 122°12′54″W / 40.36333°N 122.21500°W，而該地最高點為海拔高度182米（即597英尺）。

## 人口
根據2010年美國人口普查的數據，加利福尼亞湖的面積為17.167平方千米，當中陸地面積為16.305平方千米，而水域面積為0.862平方千米。當地共有人口3054人，而人口密度為每平方千米177人。